# Yūkaze
El Yūkaze (夕風 viento de la tarde?) fue un destructor japonés de la clase Minekaze. Sirvió en la Armada Imperial Japonesa desde 1921 hasta su retirada del listado naval en octubre de 1945.

## Historia
Durante la Segunda Guerra Mundial sirvió como escolta del portaaviones Hōshō. Tras la Batalla de Midway, el Hōshō fue empleado para entrenar aviadores navales en las costas japonesas, permaneciendo asignado el Yūkaze a su escolta.
Formó parte de un mayor grupo de entrenamiento junto al portaaviones de escolta Kaiyō y el buque-blanco Settsu. Este último fue modificado para ser manejado mediante radiocontrol desde el mismo Yūkaze.
Tras la guerra, y al igual que numerosas unidades de combate supervivientes, fue empleado como buque de repatriación hasta ser cedido al Reino Unido como compensación de guerra el 14 de agosto de 1947. Poco después fue desguazado en Singapur.